# Polder van Teeffelen
De Polder van Teeffelen is een polder en voormalig waterschap in de Nederlandse provincie Noord-Brabant. Het waterschap is in 1851 opgericht, waarbij het zich afsplitste van de moederpolder 's Lands van Megen. Het besloeg een klein gebied boven de plaats Teeffelen van 315 bunder, 79 roeden en 17 ellen. De afsplitsing werd in 1852 goedgekeurd door de Provinciale Staten van Noord-Brabant. Het waterschap beheerde naast de polder 750 ellen van de Maasdijk en 3100 ellen kade langs de Teeffelense Wetering. 
Het waterschap sloot aan op het Lutterveld dat afwaterde op de polder. De polder van Teeffelen waterde samen met het waterschap Polder van Oijen af op de Maas via de Teeffelense sluis. 
In 1942 werd het waterschap opgeheven. Het gebied wordt tegenwoordig beheerd door het waterschap Aa en Maas.